# Chlorochaeta theodoraria
Chlorochaeta theodoraria là một loài bướm đêm trong họ Geometridae.